# Pfälzische P 5
|                              | Pfälzische P 5 DR-Baureihe 770    | Bayerische Pt 3/6 DR-Baureihe 771 |
| ---------------------------- | --------------------------------- | --- |
| Bayrische Pt 3/6 Nr. 6105    |                                   | |
| Nummerierung:                | Pfalz: 310–321 DRG 77 001–012     | K.Bay.Sts.B. (Pfalz): 330–338, Gruppenverwaltung Bayern der DR 401–410 (linksrheinisches Netz) und 6101–6110 (rechtsrheinisches Netz) DRG 77 101–129 |
| Anzahl:                      | 12                                | 29 |
| Hersteller:                  | Krauss                            | Krauss |
| Baujahr(e):                  | 1908                              | 1911–1923 |
| Ausmusterung:                | 1951                              | 1956 |
| Bauart:                      | 1'C2' n2 1925 Umbau auf Heißdampf | 1'C2' h2 |
| Gattung:                     | Pt 36.16                          | Pt 36.16 |
| Länge über Puffer:           | 13.140 mm                         | 13.460 mm |
| Spurweite:                   | 1.435 mm                          | 1.435 mm |
| Dienstmasse:                 | 92,9 t                            | 91,1 t – 94,8 t |
| Reibungsmasse:               | 50,0 t                            | 48,3 t – 48,8 t |
| Radsatzfahrmasse:            | 16,7 t                            | 16,1 t – 16,3 t |
| Höchstgeschwindigkeit:       | 90 km/h                           | 90 km/h |
| Indizierte Leistung:         | 633 kW                            | 633 kW |
| Treibraddurchmesser:         | 1.500 mm                          | 1.500 mm |
| Laufraddurchmesser (vorn):   | 960 mm                            | 960 mm |
| Laufraddurchmesser (hinten): | 960 mm                            | 960 mm |
| Zylinderanzahl:              | 2                                 | 2 |
| Zylinderdurchmesser:         | 530 mm                            | 530 mm |
| Kolbenhub:                   | 560 mm                            | 560 mm |
| Kesselüberdruck:             | 13 bar                            | 13 bar |
| Rostfläche:                  | 2,34 m³                           | 2,34 m³ |
| Überhitzerfläche:            | 35,00 m²                          | 35,00 m² |
| Verdampfungsheizfläche:      | 109,94 m²                         | 110,94 m² |

Die Baureihen 77.0 und 77.1 der Deutschen Reichsbahn wurden ursprünglich als Klasse P 5 von der Lokomotivfabrik Krauss & Comp. für die Pfälzische Eisenbahnen entwickelt und gebaut. Diese waren dreifach gekuppelte Nassdampf-Tenderlokomotiven.

## Geschichte
Mit dieser Baureihe sollten die leistungs- und zugkraftmäßig nicht mehr genügenden zweifach gekuppelten Fahrzeuge der Pfalzbahn, vor allem die pfälzische P2II, ersetzt werden. Im Hinblick auf die kurzen pfälzischen Strecken mit ihren häufigen Halte- und Wendevorgängen kam nur eine Tenderlokomotive in Betracht. Zur Leistungssteigerung, insbesondere zur Beschleunigung der Anfahrvorgänge, waren ein großer Kessel und drei Treibachsen erforderlich. Ferner sollten die Vorräte an Kohle und Wasser besonders groß bemessen sein, so dass eine hohe Reichweite ohne Nachbunkern erzielt werden konnte; zugleich sollte aber die verbrauchsbedingt während der Fahrt eintretende Abnahme der Vorräte die Reibungsmasse nicht wesentlich verändern. Dass man im Gegensatz zu anderen Bahnverwaltungen, die schon Heißdampfmaschinen einsetzten, eine Nassdampfausführung wählte, lag wohl an dem damaligen maschinentechnischen Leiter der Pfälzischen Eisenbahnen, Herrn Ing. Wilhelm Staby, der beharrlich am Pielock-Überhitzer festhielt. Nachdem sich aber im Laufe der Zeit immer mehr Schwierigkeiten ergaben, wurden die Lokomotiven 1925 auf Heißdampf umgebaut.
Aus diesen Forderungen ergab sich die Anordnung eines nachlaufenden Drehgestelles unter Führerhaus und Tender, welches einen Großteil der Masse der Vorräte abstützte. Um auch vorne eine gute Führung der Lokomotive im Gleisbogen zu erreichen, baute man statt einer z. B. als Bisselachse geführten Laufachse ein Krauss-Helmholtz-Lenkgestell ein.
In Hinblick auf den gewünschten Achsstand der Maschine musste die Laufachse unmittelbar vor der ersten Kuppelachse angeordnet werden. Da durch diese Anordnung ein Lenkgestell aus Laufachse und erster Kuppelachse wegen zu kurzer Deichsel nicht möglich war, bildete Richard von Helmholtz das Lenkgestell aus der Laufachse und dem zweiten Kuppelradsatz aus. Durch das bauliche Heranholen der Laufachse unmittelbar vor den ersten Kuppelradsatz und das Seitenspiel der Achsen des Lenkgestells mussten weiter die Zylinder der Dampfmaschine ungewöhnlich hoch und mit einer Neigung von 1:10,5 oberhalb der Laufachse angeordnet werden, auch konnte der Antrieb nur auf den dritten Kuppelradsatz erfolgen. Da außerdem das Führerhaus zwar recht lang, aber 440 mm schmaler als die Wasserkästen war, ergab sich ein ungewöhnliches Aussehen der Lokomotiven.
Die Nassdampflokomotiven der Baureihe konnten einen 140 t schweren Zug auf einer Steigung von 20 Promille mit 30 km/h befördern, die Heißdampfmaschinen hingegen unter den gleichen Bedingungen 180 t. Die Maschinentype stand länger als jede andere Baureihe in der Pfalz im Einsatz und befuhr alle Teilstrecken.

## Beschaffung
Von der pfälzischen P 5 wurde von der Firma Krauss im Jahr 1907 eine erste Serie von 12 Maschinen in der Ausführung als Nassdampfmaschinen – Gattung 1'C'2 n2t – durch die Pfalzbahn bestellt, die im Laufe des Jahres 1908 (also schon großteils der K.Bay.Sts.B.) geliefert wurden.
Nachdem man gute Erfahrungen mit der P 5 gemacht hatte, entschloss sich die K.Bay.Sts.B. (ab 1908 firmierte die Pfalzbahn nicht mehr selbstständig, sie wurde vollständig in die Königlich Bayerische Staatsbahn als linksrheinisches Netz bzw. als Direktion Ludwigshafen integriert) weitere Exemplare dieses Typs in einer stärkeren Version als Heißdampfmaschinen zu erwerben. Diese wurden dann ab 1911 bis 1923 als bayerische Pt 3/6 aber mit den kurzen Pfälzer Nummern nach dem alten System in insgesamt 19 Exemplaren beschafft.
Eine der 1911 beschafften Maschinen der verstärkten Bauart kam vor ihrer offiziellen Auslieferung, als Datum wird 1912 angegeben, zu besonderen Ehren. Sie wurde mit einer auffälligen, hellbraunen Sonderlackierung mit schwarzen u. roten Zierleisten am Kessel versehen, erhielt zusätzlich noch eine Kaminhaube aus Messing und wurde auf der Internationalen Eisenbahn-Ausstellung 1911 in Turin gezeigt.
Die 1923 als verstärkte „Pfälzer“ Nachbauserie der Bayerischen Pt3/6 für die Direktion Ludwigshafen der Gruppenverwaltung Bayern der Deutschen Reichsbahn vorgesehene Serie hatte als Unterscheidung zu den zuvor gelieferten Maschinen einen längsgerichteten typisch bayerischen Lüftungsaufsatz auf dem Führerhaus.
Diese Loks kamen aber erst nach ihrer Freisetzung in München und der Beendigung der französischen Besetzung der Pfalz in derselbigen zum Einsatz. Bis dahin taten sie in München ihren Dienst, gemeinsam mit ihren Schwestermaschinen, die direkt für München beschafft wurden.
Diese weitere Beschaffung zehn fast baugleicher Maschinen (die Unterschiede waren marginal, in erster Linie im Bereich des Führerhauses und der jeweils regional gewohnten Bedienungselemente und Armaturen) der stärkeren Type erfolgte 1923 als Bayerische Pt 3/6 für die Gruppenverwaltung Bayern der Deutschen Reichsbahn, rechtsrheinisches Netz. Nötig wurde dieses aufgrund der nach dem Ersten Weltkrieg sprunghaft gestiegenen Zuggewichte, wodurch die lange beliebte und für den Betrieb ausreichende DXII/Pt2/5 als B-Kuppler bald überfordert war. Eine Neukonstruktion für diesen Dienst war in jener Zeit und ob der Kurzfristigkeit des Bedarfes nicht umsetzbar und innerhalb der bayerischen Baureihen war die Pt3/6 die geeignetste Konstruktion.
Schon damals wäre die preußische T18 für jene Betriebsaufgaben die bessere Wahl gewesen, aber zu jener Zeit der Bestellung um 1920 war man doch noch sehr im nationalen (bayerischen) Denken verhaftet und misstraute den preußischen Maschinen bzw. wollte nicht in Preußen bauen lassen und auch nicht die preußischen Lizenzgebühren bezahlen, die eigene bayerische Lokomotivbau-Industrie musste gestärkt werden.
Wie schnell diese Sicht der „Eigenbrötlerei“ durch die Zwänge der neuen Zeiten überholt war, zeigte schon wenige Jahre später die massenweise Stationierung preußischer Güterzugloks der Baureihen G7.3, G10 und G12 in der Gruppenverwaltung Bayern und die zeitgleiche massenweise Ausmusterung des altbayerischen und den neuen Lasten nicht mehr gewachsenen Altlokomotivbestandes.

## Betriebsdienst/Stationierungen

### Die pfälzischen P 5
Stationiert wurden die Lokomotiven im damaligen BW Ludwigshafen. Von dort aus fuhren sie Eil- und Personenzüge auf den vorderpfälzischen Strecken nach Freinsheim, Mainz, Mannheim und Weißenburg. Außerdem übernahmen sie Leistungen auf der Ludwigsbahn zwischen Ludwigshafen und Neunkirchen sowie Vorspanndienste für den D 161 zwischen Neustadt a.d. Haardt und Bad-Münster und den D 166 zwischen Bad Kreuznach und Neustadt a.d. Haardt.
Im Frühjahr 1933 wurden die Loks mit den Nummern 77 001-004 zum BW Kaiserslautern versetzt. Von dort aus befuhren sie die Strecken nach Alzey, Grünstadt, Kusel und Pirmasens. Insbesondere auf der Strecke zwischen Pirmasens-Nord (Biebermühle) und Pirmasens Stadt wurden wegen der großen Steigung ihre Leistungskraft gefordert.
Die restlichen acht in Ludwigshafen verbliebenen Maschinen befuhren die Strecken nach Germersheim, Mannheim, Speyer und Wörth/Lauterburg.
Nach Auflösung der RBD Ludwigshafen am 31. März 1937 wurden alle Ludwigshafener Maschinen der DRG-Baureihe 77.0 wie das selbige Bw der RBD Mainz zugeschlagen, während das Bw Kaiserslautern wie ihre 77er der RBD Saarbrücken zugeteilt wurden.

### Die „pfälzischen“ Pt 3/6 der K.Bay.Sts.B. bzw. der Gruppenverwaltung Bayern der Deutschen Reichsbahn.

#### Lieferserien 1911 und 1913 (K.Bay.Sts.B., linksrheinisches Netz)
Die Lieferserien von 1911 und 1913 wurden schon unter "Königlich Bayereischer Ägide durchgeführt.
Sie unterschieden sich von ihrer Vorgängerserie in erster Linie in ihrer Überarbeitung zu einer Heißdampflokomotive und durch die andere Gestaltung der seitlichen  Wasserkästen. Sie waren nun vorne kürzer aber dafür etwas breiter und höher, so das dieselbe Menge an Wasser mitgeführt werden konnte.
Nachdem die Pfalzbahn nun vollumfänglich als Köngl. Eisenbahn-Direktion Ludwigshafen in die K.Bay.Sts.B. integriert war, wurde diese Baureihe nach der bayerischen Nomenklatur zur Pt 3/6. die Maschinen wurden nun auch komplett nach der bayerischen Farbgebung gestrichen geliefert. Als „Pfälzer Extrawust“ waren aber die Räder und Rahmen nicht bayerisch grün, sondern im pfälzischen Rot (was in etwa dem preuß. Rotbraun, später RAL 8012 entsprach) ausgeführt.
Die Stationierungen dieser Loks erfolgten unter anderem in Kaiserslautern, Ludwigshafen, Homburg und Bingerbrück.

#### Lieferserie 1923 (Gruppenverwaltung Bayern, linksrheinisches Netz bzw. RBD Ludwigshafen)
Die 1920 bestellten und 1923 gelieferten Maschinen wurden erst mit über 7 Jahren Verzögerung in der Rbd Ludwigshafen in Dienst gestellt. Durch die zwischenzeitlich eingetretene französische Besatzung der Pfalz und dem dortigen französischen Regiebetrieb war man verständlicherweise nicht gewillt, die neuen Maschinen der Besatzungsmacht zur Verfügung zu stellen.
Da man in München ohnehin eklatanten Mangel an Lokomotiven dieser Leistung hatte, waren sie hier nun höchst willkommen. Da die bisher hier verwendeten B-Kuppler der Baureihe D XII / 73.0 sowie die hier „im Austrag“ beschäftigten B VI, B IX und B X mit den immer schwerer werdenden Vorortzügen um München ohne Vorspann nicht mehr auskamen und man es im rechtsrheinischen Bayern versäumt hatte, eine dreifach gekuppelte Tenderlok zu entwickeln, kamen diese 10 Loks in München gerade recht. Gemeinsam mit den ebenso kurzfristig „dazu bestellten“ weiteren 10 Loks für die Direktion München konnte der Lokmangel schnell wenn auch nicht voll befriedigend beseitigt werden.
So wurden sie nun für einige Jahre höchstwillkommen im Bereich der Rbd München auf diversen Vorort- und Stichbahnstrecken rund um München und unter anderem auf der Strecke München-Garmisch etc. im selben Plan wie die 10 „echten“ bayerischen Pt3/6 eingesetzt. Nach der Elektrifizierung der Strecken nach Garmisch, Landshut/Regensburg und Rosenheim/Salzburg/Kufstein, sowie der Umsetzung von einigen preußischen bzw. württembergischen T18/78.0 nach München in der zweiten Hälfte der 20er Jahre, wurden die Loks auf den verbliebenen Münchner Vorortbahnen nach Starnberg, Geltendorf, Dachau, Holzkirchen und Herrsching eingesetzt. Aber bald – nach dem Zugang preußischer bzw. württembergischer T 18 / 78.0 konnte man in München auf die 10 Pfälzer in München entbehren.
Nachdem 1930 die Besatzung der Pfalz durch Frankreich endete, konnten nach der Wiedererlangung der deutschen Betriebshoheit in der Pfalz (wie im ganzen Rheinland, nur das Saargebiet folgte später) diese Maschinen nun endlich in der für sie von Anfang an vorgesehenen Rbd Ludwigshafen in das linksrheinische Netz der damals noch immer existierenden Gruppenverwaltung Bayern umgesetzt werden. Im Frühjahr 1933 waren die Maschinen 77 120 bis 77 129 dann im BW Neustadt a.d. Haardt (heute Neustadt an der Weinstraße) stationiert, von wo aus sie die Strecken nach Germersheim, Mannheim, Speyer und Wörth bedienten. Mit dem Ende der Gruppenverwaltung Bayern im Jahre 1933 und der Auflösung der Rbd (erst ab 1937 wurde „RBD“ groß geschrieben) Ludwigshafen  kamen einige Maschinen 1937 zur Rbd Mainz, BW Ludwigshafen, andere zur Rbd Saarbrücken, BW Kaiserslautern.

### Die bayerischen Pt 3/6 der Gruppenverwaltung Bayern der Deutschen Reichsbahn, rechtsrheinisches Netz
Die 10 „echten“ bayerischen Pt 3/6 mussten ob des dringenden Bedarfes (s. o.) sehr kurzfristig und ohne konstruktive Änderungen wurden wie die 10 nun „geliehenen“ Pfälzer Pt 3/6 beschafft werden, wo sie nun mit ihren Pfälzer Schwestern im Betrieb standen. Das balde Auftauchen der preußischen bzw. württembergischen T 18 in München zeigt allerdings, da diese 20 Maschinen hier in München sofort an ihrer Leistungsgrenze und darüber hinaus verwendet wurden, dass ihre Beschaffung ja eigentlich eine schnelle Notlösung waren.
Für den schweren Betrieb in München war aufgrund der konstruktiven Zwänge für die Pfalz das Reibungsgewicht zu gering und daraus folgend der Kessel bzw. dessen Leistung und damit die Zugkraft bald wieder zu klein. Auch hätten der Pt 3/6 oder der 77er hier ein größerer Achsdurchmesser und damit höhere mögliche Geschwindigkeiten gut zu Gesicht gestanden.
So waren sie nun auf allen von München ausgehenden Strecken im Vorortverkehr und auch im hochwertigen Dienst zwischen Garmisch-Partenkirchen und München eingesetzt. Gelegentlich führten sie auch Personenzüge nach Augsburg, Buchloe, Ingolstadt und Rosenheim. Einige Leistungen wurden auch bis zur Elektrifizierung 1928 (und auch danach noch z. B. bei der E32) im Vorspann zwischen Rosenheim und Salzburg wegen der schwierigen Steigungen bei Traunstein erbracht. Bis zu ihrer Elektrifizierung im Jahre 1925 wurde auch die stark frequentierte, ursprünglich nur als Lokalbahn gebaute, aber alsbald leistungsfähig (zweigleisig bis Freiham) ausgebaute klassische Münchner Vorort-Strecke von München-Pasing nach Herrsching bedient. Diese ist heute auch Teil des S-Bahn Netzes München. Mit diesen frühen Elektrifizierungen (auch München – Freising – Landshut – Regensburg kam 1926 unter Draht) entspannte sich die Lage hier etwas und die 10 Pfälzer Pt 3/6 waren nun mehr und mehr entbehrlich und wurden 1930 nun endlich in die Pfalz abgegeben.
Die nun in München verbliebenen „Bayern“ hatten ihr weiteres Auskommen auf den von München ausgehenden, nicht elektrifizierten Strecken Richtung Oberland, also Holzkirchen/Bayrischzell und Lenggries sowie Richtung Geltendorf/Buchloe und Dachau/Ingolstadt.
In die Mühldorfer Richtung kamen sie interessanterweise planmäßig so gut wie nie, da dieses stets klassische Einsatzstrecken des Bw München Ost/München II war, wo die Pt3/6 nie zu Hause waren.
Ansonsten verblieben die Maschinen zeitlebens im Bw München Hbf stationiert und im Münchner Vorortverkehr bis Anfang der 50er Jahre im Betrieb.

## Verbleib
Die Deutsche Reichsbahn übernahm in Gestalt der Gruppenverwaltung Bayern alle Fahrzeuge die für die Pfalz bzw. die K.Bay.Sts.B. gebaut wurden und gab nach dem Krieg noch die beiden genannten Nachbau-Serien (je 10 Stk.) für die Pfälzer Strecken bzw. für die RBD München in Auftrag.
Die Nassdampf-Maschinen des ersten Bauloses, welche noch als P5 in Dienst gestellt wurden, wurden 1925 zu Heißdampfmaschinen umgerüstet. Sie erhielten im Nummernplan der Deutschen Reichsbahn als 77.0 die Betriebsnummern 77 001 bis 77 012.
Die Pt3/6 der Vorkriegslieferung wurden wie alle Pt3/6 als 77.1 eingereiht.
Hier erhielten die Vorkriegsmaschinen die Betriebsnummern 77 101 bis 77 109, die 1923 gebauten „rechtsrheinischen“ Nachkriegsmaschinen die 77 110 bis 77 119, und schlussendlich die ebenso 1923 in Dienst gestellten 10 für die Pfalz bestimmten und Anfangs in München befindlichen Loks die Nummern 77 120 bis 77 129.
Die zehn Maschinen der „Pfälzer Nachbauserie“ von 1923 hatte ihre Pfälzer Nummern als nie in der Pfalz getragen, sondern wurden um 1930 bereits als 77.1 zur Rbd Ludwigshafen umgesetzt.
Am Stichtag 1. April 1933 hatte das BW Kaiserslautern insgesamt 13 Maschinen im Bestand (Nummern 77 001–004, 101–109).
Im Zweiten Weltkrieg gingen drei Maschinen verloren (Nummern 77 002, 006, 126), und eine Lok verblieb bei der Deutschen Reichsbahn in der DDR, wo sie 1956 ausgemustert wurde. So blieben nach dem Ende des Zweiten Weltkrieges noch 37 Exemplare übrig, die von der Deutschen Bundesbahn übernommen wurden. Schon 1947 begann die Ausmusterung, wobei die meisten Maschinen der ersten Lieferserie der Pfälzischen P 5 an Privatbahnen verkauft wurden.
Am Stichtag 1. April 1947 hatte das BW Kaiserslautern einen Bestand von 16 Maschinen (Nummern 77 003, 009, 011, 101–104, 106, 108, 109, 120, 122–125 und 129).
Im Bestand der französischen Besatzungszone wurden 1948 im EAW Kaiserslautern noch drei Stück geführt, nämlich die Nummern 77 003, 009 und 011. Die Deutsche Bundesbahn übernahm 27 Fahrzeuge, die bis 1954 ausgemustert wurden.
Die letzte im Besitz der Deutschen Bundesbahn befindliche Lok wurde 1954 ausgemustert. Auch die eigentlich für den musealen Erhalt im Verkehrsmuseum in Nürnberg vorgesehene 77 119 wurde gemäß HVB Verfügung vom 11. Dezember 1951 zur Verschrottung freigegeben.

## Lokomotivnummern
| Herstelldaten           | Herstelldaten           | Herstelldaten           | Herstelldaten           | Nummern je Epoche      | Nummern je Epoche      | Nummern je Epoche | Nummern je Epoche | Zusatzinformationen | Zusatzinformationen                                                                           |
| Lfd. Nr.                | Her- steller            | Bau- jahr               | Fabr.- nummer           | Pfalzbahn / K.B.Sts.B. | Pfalzbahn / K.B.Sts.B. | DR Betriebs-Nr.   | DR Betriebs-Nr.   | Ausge- mustert      |                                                                                               |
| Pfälzische P 5, 77.0    | Pfälzische P 5, 77.0    | Pfälzische P 5, 77.0    | Pfälzische P 5, 77.0    | Bahn-Nr.               | Name                   | (vorläufig)       | (endgültig)       |                     |                                                                                               |
| ----------------------- | ----------------------- | ----------------------- | ----------------------- | ---------------------- | ---------------------- | ----------------- | ----------------- | ------------------- | --------------------------------------------------------------------------------------------- |
| 1                       | Krauss                  | 1908                    | 5823                    | 310                    |                        | 77 001            | 77 001            | 19.8.1953           | am 15.2.1947 an die DEG, dort Nr. 241, später angebl. an die Frankfurt-Königsteiner Eisenbahn |
| 2                       | Krauss                  | 1908                    | 5824                    | 311                    |                        | 77 002            | 77 002            | < 1945              | zuletzt RBD Danzig, Kriegsverlust                                                             |
| 3                       | Krauss                  | 1908                    | 5825                    | 312                    |                        | 77 003            | 77 003            | 14.1.1951           |                                                                                               |
| 4                       | Krauss                  | 1908                    | 5826                    | 313                    |                        | 77 004            | 77 004            | < 1952              | am 13.1.1947 an die Moselbahn, dort Nr. 242                                                   |
| 5                       | Krauss                  | 1908                    | 5827                    | 314                    |                        | 77 005            | 77 005            | 20.4.1959           | am 19.10.1946 an die Frankfurt-Königsteiner Eisenbahn, dort Nr. 5, später Nr. 231             |
| 6                       | Krauss                  | 1908                    | 5828                    | 315                    |                        | 77 006            | 77 006            | 5.12.1958           | zuletzt RBD Danzig, Kriegsverlust                                                             |
| 7                       | Krauss                  | 1908                    | 5829                    | 316                    |                        | 77 007            | 77 007            | 5.12.1958           | am 19.10.1946 an die Frankfurt-Königsteiner Eisenbahn, dort Nr. 6, später Nr. 232             |
| 8                       | Krauss                  | 1908                    | 5830                    | 317                    |                        | 77 008            | 77 008            | 6.11.1953           | am 24.10.1946 an die Moselbahn, dort Nr. 243                                                  |
| 9                       | Krauss                  | 1908                    | 5831                    | 318                    |                        | 77 009            | 77 009            | 7.8.1950            |                                                                                               |
| 10                      | Krauss                  | 1908                    | 5832                    | 319                    |                        | 77 010            | 77 010            | 8.4.1946            |                                                                                               |
| 11                      | Krauss                  | 1908                    | 5833                    | 320                    |                        | 77 011            | 77 011            | 1.3.1948            |                                                                                               |
| 12                      | Krauss                  | 1908                    | 5834                    | 321                    |                        | 77 012            | 77 012            | 2.9.1953            | am 24.10.1946 an die Moselbahn, dort Nr. 244                                                  |
| Pfälzische Pt 3/6, 77.1 | Pfälzische Pt 3/6, 77.1 | Pfälzische Pt 3/6, 77.1 | Pfälzische Pt 3/6, 77.1 | Bahn-Nr.               | Name                   | (vorläufig)       | (endgültig)       |                     |                                                                                               |
| 1                       | Krauss                  | 1911                    | 6233                    | 330                    |                        | 77 101            | 77 101            | 14.11.1951          |                                                                                               |
| 2                       | Krauss                  | 1911                    | 6234                    | 331                    |                        | 77 102            | 77 102            | 11.1.1952           |                                                                                               |
| 3                       | Krauss                  | 1911                    | 6235                    | 332                    |                        | 77 103            | 77 103            | 13.8.1952           |                                                                                               |
| 4                       | Krauss                  | 1912                    | 6500                    | 333                    |                        | 77 104            | 77 104            | 14.11.1952          | 1911 auf der Ausstellung in Turin                                                             |
| 5                       | Krauss                  | 1913                    | 6826                    | 334                    |                        | 77 105            | 77 105            | 14.8.1950           |                                                                                               |
| 6                       | Krauss                  | 1913                    | 6827                    | 335                    |                        | 77 106            | 77 106            | 14.11.1951          |                                                                                               |
| 7                       | Krauss                  | 1913                    | 6828                    | 336                    |                        | 77 107            | 77 107            | 4.10.1955           | 1945 in der sowjetischen Besatzungszone verblieben                                            |
| 8                       | Krauss                  | 1913                    | 6829                    | 337                    |                        | 77 108            | 77 108            | 11.1.1952           |                                                                                               |
| 9                       | Krauss                  | 1913                    | 6830                    | 338                    |                        | 77 109            | 77 109            | 11.1.1952           |                                                                                               |
| 10                      | Krauss                  | 1923                    | 8021                    | 401                    |                        | 77 110            | 77 120            | 14.11.1951          |                                                                                               |
| 11                      | Krauss                  | 1923                    | 8022                    | 402                    |                        | 77 111            | 77 121            | 17.4.1947           |                                                                                               |
| 12                      | Krauss                  | 1923                    | 8023                    | 403                    |                        | 77 112            | 77 122            | 28.5.1954           |                                                                                               |
| 13                      | Krauss                  | 1923                    | 8024                    | 404                    |                        | 77 113            | 77 123            | 14.11.1951          |                                                                                               |
| 14                      | Krauss                  | 1923                    | 8025                    | 405                    |                        | 77 114            | 77 124            | 14.11.1951          |                                                                                               |
| 15                      | Krauss                  | 1923                    | 8026                    | 406                    |                        | 77 115            | 77 125            | 13.8.1952           |                                                                                               |
| 16                      | Krauss                  | 1923                    | 8027                    | 407                    |                        | 77 116            | 77 126            | 10.10.1944          | Kriegsverlust                                                                                 |
| 17                      | Krauss                  | 1923                    | 8028                    | 408                    |                        | 77 117            | 77 127            | 14.8.1950           |                                                                                               |
| 18                      | Krauss                  | 1923                    | 8029                    | 409                    |                        | 77 118            | 77 128            | 14.8.1950           |                                                                                               |
| 19                      | Krauss                  | 1923                    | 8030                    | 410                    |                        | 77 119            | 77 129            | 14.11.1951          |                                                                                               |
| Bayerische Pt 3/6, 77.1 | Bayerische Pt 3/6, 77.1 | Bayerische Pt 3/6, 77.1 | Bayerische Pt 3/6, 77.1 | Bahn-Nr.               | Name                   | (vorläufig)       | (endgültig)       |                     |                                                                                               |
| 1                       | Krauss                  | 1923                    | 7991                    | 6101                   |                        | 77 110            | 77 110            | 14.8.1950           |                                                                                               |
| 2                       | Krauss                  | 1923                    | 7992                    | 6102                   |                        | 77 111            | 77 111            | 1.7.1946            | offenbar wegen Kriegsschäden ausgemustert                                                     |
| 3                       | Krauss                  | 1923                    | 7993                    | 6103                   |                        | 77 112            | 77 112            | 1.7.1946            | offenbar wegen Kriegsschäden ausgemustert                                                     |
| 4                       | Krauss                  | 1923                    | 7994                    | 6104                   |                        | 77 113            | 77 113            | 14.8.1950           |                                                                                               |
| 5                       | Krauss                  | 1923                    | 7995                    | 6105                   |                        | 77 114            | 77 114            | 14.8.1950           |                                                                                               |
| 6                       | Krauss                  | 1923                    | 7996                    | 6106                   |                        | 77 115            | 77 115            | 14.8.1950           |                                                                                               |
| 7                       | Krauss                  | 1923                    | 7997                    | 6107                   |                        | 77 116            | 77 116            | 14.8.1947           | offenbar wegen Kriegsschäden ausgemustert                                                     |
| 8                       | Krauss                  | 1923                    | 7998                    | 6108                   |                        | 77 117            | 77 117            | 14.8.1950           |                                                                                               |
| 9                       | Krauss                  | 1923                    | 7999                    | 6109                   |                        | 77 118            | 77 118            | 14.8.1947           | offenbar wegen Kriegsschäden ausgemustert                                                     |
| 10                      | Krauss                  | 1923                    | 8000                    | 6110                   |                        | 77 119            | 77 119            | 14.8.1950           | zur musealen Erhaltung vorgesehen 1951 zur Verschrottung freigegeben                          |